# Geir Haarde
Geir Hilmar Haarde (n. Reykjavík, 8 de Abril de 1951) é um político e diplomata islandês. Após o anúncio de demissão do primeiro-ministro Halldór Ásgrímsson em 5 de Junho de 2006, Geir sucede-lhe no cargo.
Estudou nos E.U.A. na Brandeis University. Antes da entrada no Alþingi (Parlamento Islandês), Haarde foi assessor do ministro das finanças e economista no Banco Central Islandês. Haarde é membro do Alþingi desde 1987, foi Ministro das Finanças entre Abril de 1998 e Setembro de 2005, e Ministro dos Negócios Estrangeiros a partir dessa data. É o líder do Partido da Independência, eleito em Outubro de 2005 após a saída de Davíð Oddsson. Demitiu-se em Janeiro de 2009 na sequência do colapso da economia islandesa. Sucedeu-lhe Jóhanna Sigurdardóttir.